# Cinto Caomaggiore
Cinto Caomaggiore é uma comuna italiana da região do Vêneto, província de Veneza, com cerca de 3.168 habitantes. Estende-se por uma área de 21 km², tendo uma densidade populacional de 151 hab/km². Faz fronteira com Chions (PN), Gruaro, Portogruaro, Pramaggiore, Sesto al Reghena (PN).

## Demografia
| Variação demográfica do município entre 1861 e 2011                               |
|                                                                                   |
| Fonte: Istituto Nazionale di Statistica (ISTAT) - Elaboração gráfica da Wikipedia |